# Гідронавт (база)

Плавпричал Бази «Гідронавт».

База «Гідронавт» — організація, що діяла на території України (на той час — Українська РСР) в період з 1 січня 1987 року до 30 червня 1991 року і експлуатувала найбільшу кількість цивільної підводної техніки в СРСР.

## Історія

Згідно з наказом Міністра рибного господарства СРСР № 645 від 1 грудня 1986 року Севастопольське експериментально-конструкторське бюро з підводних досліджень (СЕКБП) ВРПО «Азчерриба» з 1 січня 1987 року було перейменовано на Севастопольську базу спеціального експериментального флоту та підводних апаратів (Базу «Гідронавт»).
За час існування Базу «Гідронавт» було поповнено такими новозбудованими одиницями підводної техніки та надводних суден:
- Пілотований підводний апарат (ППА) «Лангуст» — грудень 1987р.;
- Підводна спостережна камера, що буксирується (ПСКБ) «Тетіс-Н» — 1990р.;
- Морський рятувальний буксир (МРБ) «Ахтіар» (пр.1454) — 07.1989р.;
- РПС «Кача» (пр.502 ЕМ) — 20.03.1990р.;
- РПС «Каламіта» (пр.502 ЕМ) — 27.03.1990р.;
- РПС «Карат» (пр.502 ЕМ) — 19.04.1990р.

## Структура
У Севастополі структура Бази «Гідронавт» залишалася такою самою, як і в СЕКБП.
У 1988 році в місті Владивостоці була створена Далекосхідна філія Бази «Гідронавт», оскільки значна частина робіт виконувалась у Тихоокеанському регіоні. Там працювали НПС "Одісей" з ППА "Омар", РПС «Гідронавт» з ППА "ТІНРО-2", РПС «Рекорд» з ПСКБ "Тетіс", МРБ «Ахтіар».
Планувалося перебазування з Севастополя до Далекосхідної філії комплексу РПС «Дивний» — ПЛБ «Бентос-300» № 2, однак від цього відмовилися через значні валютні витрати: для підзарядки акумуляторних батарей ПЛБ були потрібні часті заходи в іноземні порти.

## Підводна техніка
База «Гідронавт» у своїй експедиційній діяльності використовувала такі типи підводної техніки: пілотовані підводні апарати (ППА), підводні лабораторії, що буксирувалися (ПЛБ), а також підводні спостережні камери, що буксирувалися (ПСКБ).
Уся підводна техніка, яка експлуатувалася в Базі «Гідронавт», була спроєктована та збудована в СРСР. До підводної техніки першого покоління належали ПЛБ «Бентос-300», ППА «Сєвєр-2» і «ТІНРО-2», ПСКБ "Тетіс", а ППА «Риф», «Омар» і «Лангуст» представляли друге покоління.
Підводна техніка Бази "Гідронавт":
| №  | Тип  | Назва           | Проєкт | Дата прийняття | Глибина робоча max, м | Екіпаж, осіб | Автономність робоча/аварійна, год |
| 1  | ППА  | Сєвєр-2         | 1825   | 22.12.1970     | 2000                  | 5            | 9 / 72                            |
| 2  | ППА  | Сєвєр-2 біс     | 1825   | 02.12.1976     | 2000                  | 5            | 9 / 72                            |
| 3  | ППА  | ТІНРО-2         | 1602   | 23.10.1973     | 400                   | 2            | 6 / 72                            |
| 4  | ППА  | ТІНРО-2 біс     | 1602   | 19.06.1975     | 400                   | 2            | 6 / 72                            |
| 5  | ПЛБ  | "Бентос-300" №1 | 1603   | 27.09.1976     | 320                   | 12           | 336 / 480                         |
| 6  | ПЛБ  | "Бентос-300"№ 2 | 1603   | 02.09.1983     | 320                   | 12           | 336 / 480                         |
| 7  | ППА  | Риф             | Риф    | 1985           | 85                    | 2            | 4 / 72                            |
| 8  | ППА  | Омар            | Омар   | 1986           | 540                   | 3            | 6 / 72                            |
| 9  | ППА  | Лангуст         | Омар   | 1987           | 540                   | 3            | 6 / 72                            |
| 10 | ПСКБ | "Тетіс" № 01807 | 1605   | 28.12.1973     | 200                   | 2            | 6 / 24                            |
| 11 | ПСКБ | "Тетіс" № 01809 | 1605   | 22.08.1974     | 200                   | 2            | 6 / 24                            |
| 12 | ПСКБ | "Тетіс" № 01836 | 1605   | 16.12.1974     | 200                   | 2            | 6 / 24                            |
| 13 | ПСКБ | "Тетіс-Н"       | 16051  | 1990           | 200                   | 2            | 6 / 24                            |

Пілотовані підводні апарати типу "Сєвєр-2", "ТІНРО-2", "Риф", "Омар" і "Лангуст", а також підводна лабораторія "Бентос-300" належали до батискафів — автономних, самохідних населених підводних апаратів.
Підводна спостережна камера, що буксирується (ПСКБ) «Тетіс» належала до батисфер — населених підводних апаратів, з’єднаних із судном-носієм кабельно-тросовим зв’язком.

## Флот суден
Флот суден Бази «Гідронавт» складався з таких типів:
— НДС — науково-дослідне судно;
— НПС — науково-пошукове судно;
— РПС — рибопошукове судно;
— МРБ — морський рятувальний буксир.
Перед списанням рибопошукових суден «Єлагін» і «З. Мустакімов» до складу Бази «Гідронавт» з інших організацій Мінрибгоспу надійшли судна «Супса» та «Рекорд» (проєкт 502ЕМ).
За призначенням судна поділялися на такі категорії:
— С-Н — судно-носій пілотованого підводного апарата (ППА);
— СЗ — судно забезпечення підводної лабораторії «Бентос-300» (ПЛБ).
Флот Бази «Гідронавт»:
| №  | Тип | Назва        | Проєкт         | Дата побудови/ модернізації | Дата списання | Водовміщення | Призначеня                        |
| 1  | НДС | Хронометр    | УПС «Атлантик» | 30.06.1973                  |               | 3362         | С-Н «Тетіс»                       |
| 2  | НПС | Одісей       | 399Б           | 29.10.1970                  |               | 3870         | С-Н «Сєвєр-2», «ТІНРО-2», «Омар». |
| 3  | НПС | Іхтіандр     | 399Б           | 06.08.1973                  |               | 3870         | С-Н «Сєвєр-2», «ТІНРО-2», «Омар». |
| 4  | РПС | Гідронавт    | 1539           | 12.1977                     |               | 1263         | С-Н «ТІНРО-2», «Омар».            |
| 5  | РПС | Гідробіолог  | 1539           | 12.1978                     |               | 1263         | С-Н «ТІНРО-2», «Омар».            |
| 6  | РПС | Єлагін       | 502Е           | 1969                        | 1988          | 1220         | С-Н «Тетіс»                       |
| 7  | РПС | З.Мустакімов | 502Е           | 1970                        | 1988          | 1220         | С-Н «Тетіс»                       |
| 8  | РПС | Супса        | 502ЕМ          | 24.05.1980                  |               | 1220         | С-Н «Тетіс»                       |
| 9  | РПС | Рекорд       | 502ЕМ          | 11.03.1982                  |               | 1220         | С-Н «Тетіс»                       |
| 10 | РПС | Гордий       | 2005           | 1958 / 1979                 |               | 1278         | СЗ «Бентос-300»                   |
| 11 | РПС | Дивний       | 2005           | 1960 / 1982                 |               | 1278         | СЗ «Бентос-300»                   |
| 12 | МРБ | Ахтіар       | 1454           | 07.1989                     |               | 1670         | СЗ «Бентос-300»                   |
| 13 | РПС | Кача         | 502ЕМ          | 20.03.1990                  |               | 1220         | С-Н «Тетіс»                       |
| 14 | РПС | Каламіта     | 502ЕМ          | 27.03.1990                  |               | 1220         | С-Н «Тетіс»                       |
| 15 | РПС | Карат        | 502ЕМ          | 19.04.1990                  |               | 1220         | С-Н «Тетіс»                       |

## База технічного обслуговування (БТО)
Структура БТО залишилась такою самою, як і в СЕКБП.

## Експедиції, здійснені Базою «Гідронавт»
У зв’язку з переходом СРСР у другій половині 1980-х років від планової до ринкової економіки бюджетне фінансування наукових досліджень практично припинилося.
Підводні апарати Бази «Гідронавт» використовувалися для проведення рибогосподарських досліджень в усіх районах Світового океану. Лише за допомогою підводної техніки вивчався вплив антропогенних факторів і активного тралового промислу на біоценози, що дозволяло здійснювати природоохоронні заходи для захисту навколишнього середовища.
На основі спостережень надавалися рекомендації промисловикам щодо тактики лову камчатського краба, краба-стригуна та креветок; конструкторам знарядь вилову — щодо їх модифікації та техніки постановки.
Вперше підводна техніка використовувалася для вивчення поляризованих світлових полів. Отримані дані застосовувалися для розробки нових світильників для вилову кальмарів.
Окрім наукових задач, підводна техніка застосовувалася для оперативного обслуговування добувного флоту. У 1988–1989 роках судна Бази «Гідронавт» експлуатувалися в Охотському морі для вироблення рекомендацій щодо ліквідації прилову оселедця під час промислу минтая в зимовий період.
За допомогою ПСКБ «Тетіс» виконувалися експериментальні роботи з оцінки селективності знарядь вилову, а також з техніки і тактики промислу минтая з відповідними знаряддями. Крім того, розроблялися методи застосування ПСКБ для оперативної допомоги під час огляду і налаштування тралових систем. Ці дослідження дозволяли підвищити продуктивність риболовних суден у окремих випадках на 20–25 %.
Результатом роботи спеціалістів Бази «Гідронавт» стало відкриття в Аравійському морі потенційно промислового району видобутку великого кальмара уаланієнсиса.
Продовжувалися роботи з обстеження гідротехнічних споруд у Чорному морі. У 1989 році проводилися роботи з установки штучних рифів.
Геоекологічні дослідження морських басейнів проводилися спільно з науковцями Інституту геологічних наук АН УРСР. У грудні 1989 року за допомогою ПЛБ «Бентос-300» було проведено дослідження природних підводних газопроявів, розташованих за межами розвіданих перспективних площ.
За період з 1 січня 1987 року до 1 січня 1989 року підводна техніка Бази «Гідронавт» мала такі показники експлуатації:
| Підводна техніка | Кількість занурень | Час роботи під водою |
| «Бентос-300» №1  | 132                | 1579                 |
| «Бентос-300» №2  | 171                | 710                  |
| Сєвєр-2          | 78                 | 511                  |
| Сєвєр-2 біс      | ремонт             | ремонт               |
| ТІНРО-2          | 147                | 554                  |
| ТІНРО-2 біс      | 43                 | 211                  |
| Риф              | 175                | 635                  |
| Омар             | 157                | 914                  |
| Лангуст          | 125                | 695                  |
| «Тетіс» 01807    | 158                | 477                  |
| «Тетіс» 01809    | 35                 | 125                  |
| «Тетіс» 01836    | ремонт             | ремонт               |
| «Тетіс-Н»        | 0                  | 0                    |

## Твори чи публікації
- Газета "Дзеркало тижня, 14.04.1995 р, Пілунський Л.П., Знают ли на берегах Днепра, что Украина морская держава, или видны ли из киевских кабинетов океанские дали? https://zn.ua/allnews/znayut_li_na_beregah_dnepra,_chto_ukraina_morskaya_derzhava,_ili_vidny_li_iz_kievskih_kabinetov_okea.html
- Документальний фільм «Гидронавты»/Реж. С.Хейфец, ЦСДФ, 1990 р,— https://www.youtube.com/watch?v=zc0BqF7ADuY
- Документальний фільм "Подводные аппараты Базы «Гидронавт»/реж. С.Хейфец, к/ст. «Москва», 1991 р —  https://www.youtube.com/watch?v=RP5_ITtvUmY
- журнал «Геологія і корисні копалини Світового океану», 2006 р., випуск №2, стор. 122—132  https://cyberleninka.ru/article/n/pidvodniy-naukovo-doslidniy-flot-ukrayini/viewer